# فالگیر بغدادی
فالگیر بغدادی یا فالگیر یهودی، نقاشی رنگ روغن اثر کمال‌الملک است. این اثر بر روی کرباس و در سال ۱۲۷۷ خورشیدی در عتبات عالیات عراق کشیده شده‌است.
نقاشی، تصویری بسیار هنرمندانه از یک فالگیر پیر یهودی اهل بغداد را با زنی میانسال و دخترکی جوان به همراه پیرمردی دیگر نشان می‌دهد.
کمال الملک در زمان مظفرالدین‌شاه قاجار مدتی برای دوری از حسادت درباریان و برای فرار از عشقی نافرجام که به ازدواج دوم او انجامیده بود و تفصیل آن در خاطرات محمدعلی فروغی مندرج است، قصد سفر عتبات عالیات نمود و چند سالی در عراق کنونی اقامت داشت، «فالگیر بغدادی»، «زرگر بغدادی»، «میدان کربلای معلی» و «عرب خفته» آثار به یادگار مانده از آن دوران سفر می‌باشد.

## ویژگی
«فالگیر یهودی» اثری وزین و ارزشمند در تاریخ هنر نوگرا و معاصر ایران به‌شمار می‌آید و از نظر ترکیب‌بندی و پرداخت ویژگی‌های منحصر به فردی را داراست که نشانگر تجربه و تسلط هنرمند نقاش بر عناصر بصری مکتب رئالیسم دارد.
در خلق این تابلو کمال‌الملک از آثار ناتوریالیسم سفارشی و درباری پیشین فاصله گرفته و یک اثر با ساختار کاملاً اجتماعی و واقع گرایانه خلق نموده‌است.
چهار شخصیت این تابلو در خلوتگه آرام اتاق، با ترکیبی دایره‌وار و در پیوند باهم، تسلط عناصر انسانی را به خوبی بر فضای نقاشی بازتاب می‌دهند.
طرز نگاه آنها به یکدیگر به گونه‌ای تصویر شده که دیدگان هر بیننده را به چرخش وامی‌دارد. همگی با لبخندی بر لب، نشان از راز درون دارند که بر رخسارشان نقش بسته‌است. یهودی پیر فالگیر آزمند و حریص، و دخترک جوان ساده و بی‌خبر محو شیادی اوست و در پشت سر  آن دو، زنی حرف‌هایشان را به دیده سرگرمی و پیرمردی با نگاه شهوت‌آلود دخترک نقاب از چهره برکشیده را تماشا می‌کنند.